# Билькенрот, Георг
Георг Билькенрот (нем. Georg Bilkenroth; 24 февраля 1898, Галле, Пруссия — 20 апреля 1982) — немецкий учёный-химик, профессор, действительный член Академии наук ГДР (Akademie der Wissenschaften der DDR), член Научно-исследовательского совета ГДР, лауреат Национальной премии ГДР 1 ст. (1951).

## Биография
С 1923 года работал инженером-технологом (горным инженером). В 1937 году вступил в Национал-социалистическую немецкую рабочую партию.
После Второй мировой войны работал техническим директором Конструкторском угольном бюро ГДР (Konstruktionsbüros Kohle). Сыграл важную роль в развитии угледобывающей промышленности ГДР. Совместно с профессором Эрихом Раммлером в 1949 году разработал во Фрайбергской горной академии технологию высокотемпературной газификации бурого угля. За научные достижения в 1951 году награждён Национальной премии ГДР.
В 1955 году стал действительным членом Академии наук Германской Демократической Республики.